# نهر أكاراي
نهر أكاراي وهو نهر في ولاية بارا في شمال وسط البرازيل، أحد روافد نهر شينغو. يمتد النهر على مساحة 1,288,720 هكتارًا (3,184,500 فدان) نحو محمية فيردي بارا سمبر الاستخراجية ، وهي وحدة الحفاظ على الاستخدام المستدام التي تم إنشاؤها في عام 2004 ، قبل تصريفها في نهر شينغو.